# New wave (album van New Wave)
New wave is een  in 2015 uitgekomen Nederlands muziekalbum van een groep jonge rappers met dezelfde naam.
De groep is een initiatief van platenlabel Top Notch en bestaat uit: Ronnie Flex, Jonna Fraser, Lil' Kleine, Bokoesam, Idaly, Lijpe, SFB (Frenna, Jandro, KM en Priceless), D-Double, Ares, Afriki, Cartiez, Def Major, Ramiks, Monsif, Spanker, Krankjoram, Jack $hirak en Garrincha.

## Album
Op initiatief van Top Notch, en mede mogelijk gemaakt door de Buma Music Academy, trokken ze zich begin 2015 terug op het waddeneiland Schiermonnikoog. Het album werd uitgebracht op 10 april 2015. Het verscheen alleen digitaal. New Wave was in 2015 het meest gestreamde album op Spotify in Nederland. Met het album won de groep de Popprijs en een Edison voor album van het jaar 2016. Het album staat al jarenlang in de Album Top 100. Opmerkelijk genoeg wist het pas in juni 2025, ruim tien jaar na de release, voor het eerst de top 10 van deze hitlijst te bereiken.
| Nr. | Titel                   | Schrijver(s)                                                 | Duur |
| --- | ----------------------- | ------------------------------------------------------------ | ---- |
| 1.  | Het is zover (intro)    | Ronnie Flex, Jonna Fraser                                    | 2:21 |
| 2.  | Hoog/laag               | Ronnie Flex, Jonna Fraser, Lil' Kleine, Bokoesam, Idaly      | 3:31 |
| 3.  | Zeg dat niet            | Ronnie Flex, Lil' Kleine                                     | 3:28 |
| 4.  | Investeren in de liefde | SFB, Ronnie Flex, Lil' Kleine, Bokoesam                      | 2:57 |
| 5.  | Vallen in de club       | Ronnie Flex, Jandro, Cartiez, Lijpe                          | 4:07 |
| 6.  | 43                      | Bokoesam, Lil' Kleine, D-Double                              | 3:25 |
| 7.  | Dikke gun               | D-Double, Lijpe                                              | 3:45 |
| 8.  | No go zone              | Bokoesam, Def Major, Lil' Kleine, Jandro, Idaly, Ronnie Flex | 3:50 |
| 9.  | Druk het voor me        | D-Double, Frenna, Spanker                                    | 2:57 |
| 10. | Langste sms             | Frenna                                                       | 3:24 |
| 11. | Drank & drugs           | Lil' Kleine, Ronnie Flex                                     | 2:26 |
| 12. | Jij kan chillen met mij | SFB                                                          | 2:59 |
| 13. | Kan er niet omheen      | Jonna Fraser, Lijpe, KM, Ronnie Flex                         | 4:05 |
| 14. | Veranderd               | Lijpe                                                        | 2:20 |
| 15. | Nigga als ik            | Ronnie Flex, SFB                                             | 3:56 |
| 16. | Dom dom dom             | Lil' Kleine, Bokoesam, Cartiez                               | 2:27 |
| 17. | Voor een ander          | Ares, Afriki                                                 | 3:40 |